# チャップステーキ

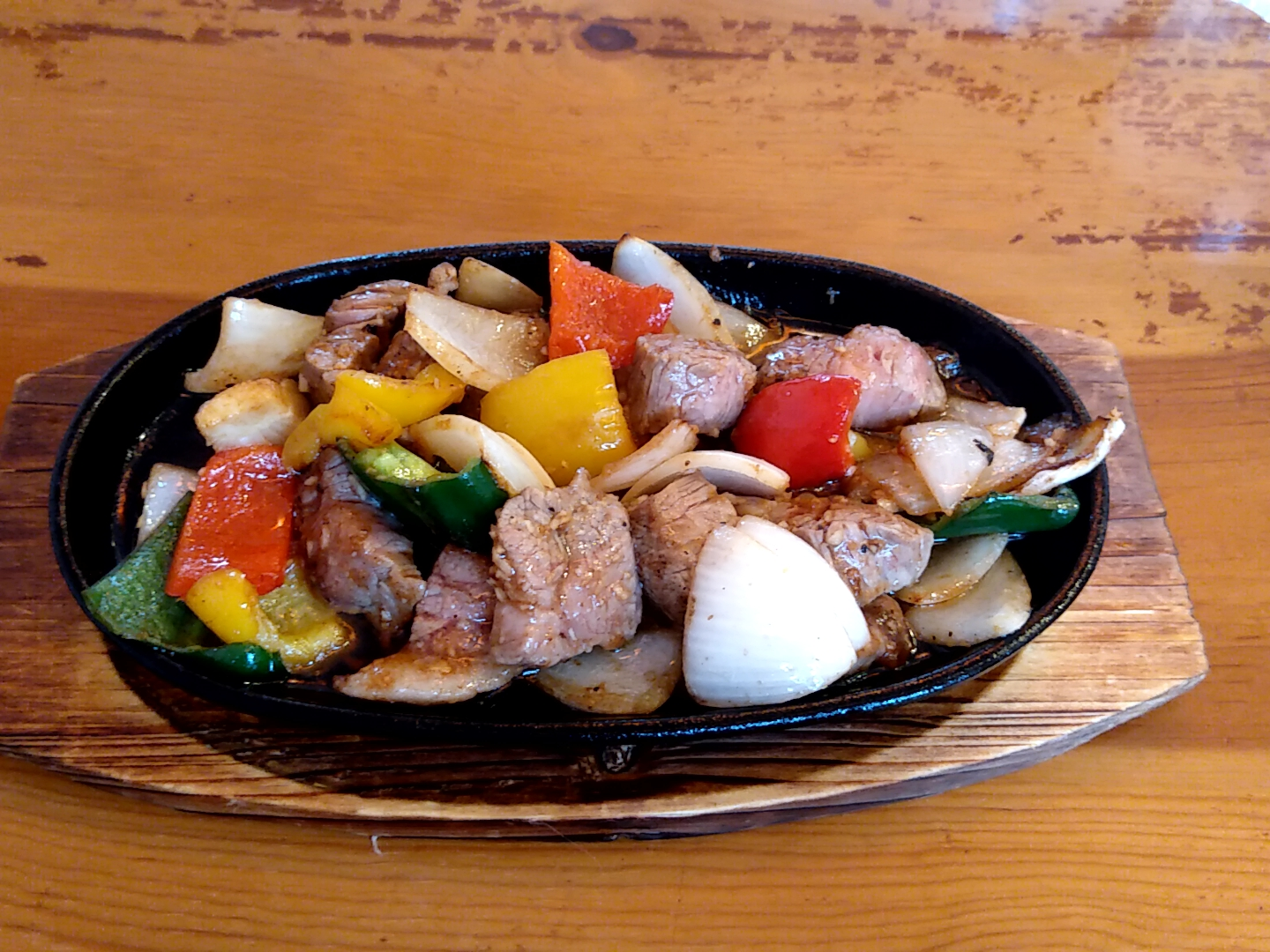
チャップステーキ

チャップステーキ、チャプステーキは、一口大に切った牛肉のステーキと野菜を炒め合わせた料理。
日本では沖縄県のステーキハウス、大衆食堂、居酒屋などにみられるメニューである。
甘酸っぱくとろみのあるステーキソースがからめられることが多いが、店によってオリジナルの味付けを施す場合もある。
沖縄には第二次大戦後の占領期に米軍から伝わったとされており、同時期に米軍が駐屯した韓国でも人気料理として定着している他、ハワイにおいてもドライブインレストランやプレートランチにおける一般的なメニューとなっている。
英語のChop Steak、あるいはChopped Steak（小さく切ったステーキ）に由来するウチナー英語のひとつであるが、ケチャップステーキが語源であるとか箸（Chopstick：チャップスティーク）で食べられるからなどといった独自の解釈をする者もあり、実際にトマトケチャップを用いるレシピや、みそ汁などを添えた定食として箸で食べさせる飲食店も散見される。
レストランでは、熱く焼かれた鋳鉄製のステーキ皿で供されることも多い。使用される野菜はたまねぎとピーマン、香り付けとしてのにんにくを基本とし、にんじん、トマト、パプリカ、マッシュルーム、セロリなどがこれに加わる。トマトケチャップを使用した場合は、見た目も味も酢豚の牛肉版のような趣となる。
チャップステーキとは上記のようなレシピに基づく料理の名称であり、一口大に切った肉のみを焼いた料理は沖縄でも日本本土と同様に「サイコロステーキ」あるいは「カットステーキ」と呼ばれている。